# ジョバンニ・ファブローニ

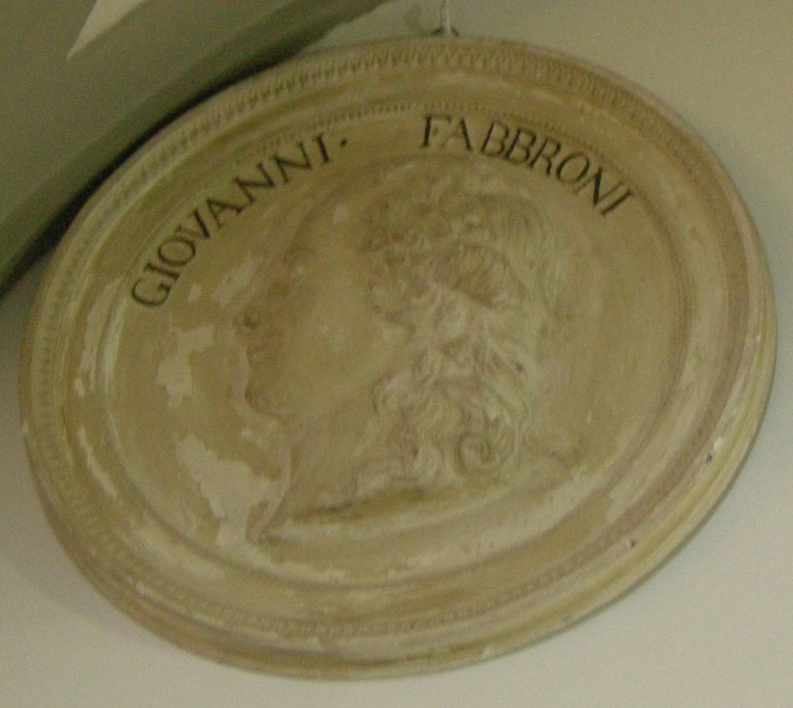
スペーコラ美術館のジョバンニ・ファブローニの彫像

ジョバンニ・ファブローニ（Giovanni Valentino Mattia Fabbroni、1752年2月13日、フィレンツェ - 1822年12月17日、ピサ）は、イタリアの博物学者、経済学者、農学者、化学者である。また、フランスで立法院議員を務めた。
1775年、彼はフェリーチェ・フォンタナとともに、フィレンツェに自然史博物館(Museo di Fisica e Storia Naturale di Firenze)を設立した。1777年から1778年にかけて、トスカーナ州の農業に大きな影響を与えた著書Reflexions sur l'etat actuel de l'agricoltureを執筆した。1783年には、Accademia dei Georgofiliのメンバとなった。
経済的自由主義と農地改革の支持者として、またレオポルト2世の支援者として、フィレンツェの社会に大きな影響力を持っていた。1790年のo carbone di cava detto volgarmente carbone fossileのような学術書も出版している。
ナポレオン時代には、メートル法の発展及びイタリアへの導入に大きな影響を持ち、また電気化学、特にボルタ電池の研究も行った。
月のクレーターファブローニは、彼の名前に因んで命名されている。